# Мурахолюб жовтогузий
Мурахолю́б жовточеревий (Euchrepomis sharpei) — вид горобцеподібних птахів родини сорокушових (Thamnophilidae). Мешкає в Перу і Болівії. Вид названий на честь англійського орнітолога Річарда Боудлера Шарпа.

## Опис
Довжина птаха становить 11 см. У самців тім'я чорне, над очима білуваті "брови", через очі ідуть чорні смуги. Горло і груди білуваті, шия з боків сіра. Крила і хвіст темні з жовтими краями, поцятковані жовтими смужками. Нижня частина спини і надхвістя жовті, живіт блідо-жовтий. У самиць тім'я і верхнея частина тіла оливково-коричневі, надхвістя жовтувато-оливкове. Груди тьмяно-сірі. Голос — висока трель, що набирає швидкість, тон останніх нот різко падає.

## Поширення і екологія
Жовтогузі мурахолюби мешкають на східних схилах Анд на півдні Перу (Пуно, Куско) і в Болівії (Ла-Пас, Кочабамба). Вони живуть в кронах вологих гірських тропічних лісів Перуанської і Болівійської Юнги та на узліссях. Зустрічаються на висоті від 1100 до 1700 м над рівнем моря.

## Збереження
МСОП класифікує цей вид як такий, що перебуває під загрозою зникнення. За оцінками дослідників, популяція жовтогузих муразолюбів становить від 2500 до 10000 птахів. Їм загрожує знищення природного середовища.